# Sergej Pomosjnikov
Sergej Michajlovitsj Pomosjnikov (Russisch: Сергей Михайлович Помошников) (Koejbysjev, 17 juli 1990) is een Russisch voormalig wielrenner die in 2013 en 2014 reed voor RusVelo.

## Carrière
In september 2012 won Pomosjnikov de slotetappe, met aankomst bergop in Le Grand-Bornand, in de Ronde van de Toekomst. Later dat jaar werd hij zestiende in de door Aleksej Loetsenko gewonnen wegwedstrijd voor beloften op het wereldkampioenschap.
In 2013 maakte Pomosjnikov de overstap naar de profs van RusVelo. Zijn debuut voor de ploeg maakte hij in de Ster van Bessèges. Na twee seizoenen op profniveau te hebben gekoerst, zonder overwinning, deed hij in 2015 een stap terug: hij keerde terug bij Itera-Katjoesja. Namens die ploeg won hij dat jaar een etappe in de Ronde van Servië

## Overwinningen
2012
GP des Marbriers
6e etappe Ronde van de Toekomst
1e etappe deel A Ronde van Bulgarije
2015
3e etappe Ronde van Servië

## Resultaten in voornaamste wedstrijden
| Jaar | Ronde van de Apennijnen | Ronde van Emilia |
| ---- | ----------------------- | ---------------- |
| 2013 |                         | 32e              |
| 2014 | 10e                     | 29e              |

## Ploegen
- 2012 –  Itera-Katjoesja
- 2013 –  RusVelo
- 2014 –  RusVelo
- 2015 –  Itera-Katjoesja

Bojev · Firsanov · Klimov · Jersjov · Kotsjetkov · I. Kovaljov · J. Kovaljov · Krasnov · Majkin · Manakov · Mironov · Ovetsjkin · Pomosjnikov · Rybakov · Savitsky · Serov · Solomennikov · Tatarinov · Zakarin
Balykin · Bojev · Firsanov · Jersjov · Klimov · Krasnov · Kritski · Lagoetin · Majkin · Ovetsjkin · Pomosjnikov · Pozdnjakov · Serov · Solomennikov · Tatarinov · Zakarin
Belych · Borovik · Frolov · Ignatiev · Krivosjejev · Loekonin · Loetsenko · Mamykin · Nemykin · Nikolajev · Pokidov · Pomosjnikov · Razoemov · Rozin · A.Samochvalov · D.Samochvalov · Zjoejkov